# Список персонажей альтернативной вселенной JoJo’s Bizarre Adventure
Ниже представлен список персонажей, посвящённый трём последним мангам франшизы JoJo’s Bizarre Adventure — Steel Ball Run, JoJolion, и The JoJoLands в которых представлена самостоятельная вселенная, не зависимая от первых шести частей франшизы.
Данные персонажи никак не связаны с персонажами из оригинальной вселенной Jojo, а многие из них являются параллельными версиями оригинальных персонажей, они могут иметь одинаковые имена, но иметь другую внешность или способности. По задумке Араки, существуют параллельные вселенные и реальности, похожие друга на друга, однако мангака исключил возможность пересечения двух вселенных и их персонажей.

## Семейное древо Джостаров
Ниже представлено семейное древо Джостаров, побочное древо Цеппели и древо Хигасиката:
|  | Главные герои каждой части манги                  |
|  | Диего Брандо                                      |
|  | Остальные персонажи, связанные с семьёй Джостаров |

| Норисукэ Хигасиката I (1846-1931) | Норисукэ Хигасиката I (1846-1931) | Норисукэ Хигасиката I (1846-1931) | Норисукэ Хигасиката I (1846-1931) | Норисукэ Хигасиката I (1846-1931) | Норисукэ Хигасиката I (1846-1931) |                                                                   |                                                                   |                                                                   |                                                                   |                                                                   |                                                                   | Тэру | Тэру | Тэру                                      | Тэру                                      | Тэру                                      | Тэру                                      |                                           |                                           |                                           |                                           |                          |                          |                                                    |                                                    |                                                    |                                                    | Джордж Джостар (яп. メアリー・ジョースター)        | Джордж Джостар (яп. メアリー・ジョースター)        | Джордж Джостар (яп. メアリー・ジョースター) | Джордж Джостар (яп. メアリー・ジョースター) | Джордж Джостар (яп. メアリー・ジョースター)             | Джордж Джостар (яп. メアリー・ジョースター)             |                                                         |                                                         |                                                         |                                                         |                                                |                                                | Анна Джостар                                             | Анна Джостар                                             | Анна Джостар                                             | Анна Джостар                                             | Анна Джостар                                             | Анна Джостар                                             |                             |                             | Грегорио Цеппели (яп. グレゴリオ・ツェペリ) | Грегорио Цеппели (яп. グレゴリオ・ツェペリ) | Грегорио Цеппели (яп. グレゴリオ・ツェペリ)         | Грегорио Цеппели (яп. グレゴリオ・ツェペリ)         | Грегорио Цеппели (яп. グレゴリオ・ツェペリ)         | Грегорио Цеппели (яп. グレゴリオ・ツェペリ)         |                                                     |                                                     |  |  |                                                              |                                                              |                                                              |                                                              |                                                              |                                                              |              |              |              |              |                                         |                                         |                                         |                                         |                                         |                                         |                          |                          |
| Норисукэ Хигасиката I (1846-1931) | Норисукэ Хигасиката I (1846-1931) | Норисукэ Хигасиката I (1846-1931) | Норисукэ Хигасиката I (1846-1931) | Норисукэ Хигасиката I (1846-1931) | Норисукэ Хигасиката I (1846-1931) |                                                                   |                                                                   |                                                                   |                                                                   |                                                                   |                                                                   | Тэру | Тэру | Тэру                                      | Тэру                                      | Тэру                                      | Тэру                                      |                                           |                                           |                                           |                                           |                          |                          |                                                    |                                                    |                                                    |                                                    | Джордж Джостар (яп. メアリー・ジョースター)        | Джордж Джостар (яп. メアリー・ジョースター)        | Джордж Джостар (яп. メアリー・ジョースター) | Джордж Джостар (яп. メアリー・ジョースター) | Джордж Джостар (яп. メアリー・ジョースター)             | Джордж Джостар (яп. メアリー・ジョースター)             |                                                         |                                                         |                                                         |                                                         |                                                |                                                | Анна Джостар                                             | Анна Джостар                                             | Анна Джостар                                             | Анна Джостар                                             | Анна Джостар                                             | Анна Джостар                                             |                             |                             | Грегорио Цеппели (яп. グレゴリオ・ツェペリ) | Грегорио Цеппели (яп. グレゴリオ・ツェペリ) | Грегорио Цеппели (яп. グレゴリオ・ツェペリ)         | Грегорио Цеппели (яп. グレゴリオ・ツェペリ)         | Грегорио Цеппели (яп. グレゴリオ・ツェペリ)         | Грегорио Цеппели (яп. グレゴリオ・ツェペリ)         |                                                     |                                                     |  |  |                                                              |                                                              |                                                              |                                                              |                                                              |                                                              |              |              |              |              |                                         |                                         |                                         |                                         |                                         |                                         |                          |                          |
|                                   |                                   |                                   |                                   |                                   |                                   |                                                                   |                                                                   |                                                                   |                                                                   |                                                                   |                                                                   |      |      |                                           |                                           |                                           |                                           |                                           |                                           |                                           |                                           |                          |                          |                                                    |                                                    |                                                    |                                                    |                                                    |                                                    |                                             |                                             |                                                         |                                                         |                                                         |                                                         |                                                         |                                                         |                                                |                                                |                                                          |                                                          |                                                          |                                                          |                                                          |                                                          |                             |                             |                                             |                                             |                                                     |                                                     |                                                     |                                                     |                                                     |                                                     |  |  |                                                              |                                                              |                                                              |                                                              |                                                              |                                                              |              |              |              |              |                                         |                                         |                                         |                                         |                                         |                                         |                          |                          |
|                                   |                                   |                                   |                                   |                                   |                                   |                                                                   |                                                                   |                                                                   |                                                                   |                                                                   |                                                                   |      |      |                                           |                                           |                                           |                                           |                                           |                                           |                                           |                                           |                          |                          |                                                    |                                                    |                                                    |                                                    |                                                    |                                                    |                                             |                                             |                                                         |                                                         |                                                         |                                                         |                                                         |                                                         |                                                |                                                |                                                          |                                                          |                                                          |                                                          |                                                          |                                                          |                             |                             |                                             |                                             |                                                     |                                                     |                                                     |                                                     |                                                     |                                                     |  |  |                                                              |                                                              |                                                              |                                                              |                                                              |                                                              |              |              |              |              |                                         |                                         |                                         |                                         |                                         |                                         |                          |                          |
| дочь                              | дочь                              | дочь                              | дочь                              | дочь                              | дочь                              |                                                                   |                                                                   | дочь                                                              | дочь                                                              | дочь                                                              | дочь                                                              | дочь | дочь |                                           |                                           | Дзёхэи Норисукэ Хигасиката II (1872-????) | Дзёхэи Норисукэ Хигасиката II (1872-????) | Дзёхэи Норисукэ Хигасиката II (1872-????) | Дзёхэи Норисукэ Хигасиката II (1872-????) | Дзёхэи Норисукэ Хигасиката II (1872-????) | Дзёхэи Норисукэ Хигасиката II (1872-????) |                          |                          | Рина Джостар (Хигасиката) (яп. 東方 理那) (1874-?) | Рина Джостар (Хигасиката) (яп. 東方 理那) (1874-?) | Рина Джостар (Хигасиката) (яп. 東方 理那) (1874-?) | Рина Джостар (Хигасиката) (яп. 東方 理那) (1874-?) | Рина Джостар (Хигасиката) (яп. 東方 理那) (1874-?) | Рина Джостар (Хигасиката) (яп. 東方 理那) (1874-?) |                                             |                                             | Джонни Джостар (яп. ジョニィ・ジョースター) (1872-1901) | Джонни Джостар (яп. ジョニィ・ジョースター) (1872-1901) | Джонни Джостар (яп. ジョニィ・ジョースター) (1872-1901) | Джонни Джостар (яп. ジョニィ・ジョースター) (1872-1901) | Джонни Джостар (яп. ジョニィ・ジョースター) (1872-1901) | Джонни Джостар (яп. ジョニィ・ジョースター) (1872-1901) |                                                |                                                | Николас Джостар (яп. ニコラス・ジョースター) (1867—1885) | Николас Джостар (яп. ニコラス・ジョースター) (1867—1885) | Николас Джостар (яп. ニコラス・ジョースター) (1867—1885) | Николас Джостар (яп. ニコラス・ジョースター) (1867—1885) | Николас Джостар (яп. ニコラス・ジョースター) (1867—1885) | Николас Джостар (яп. ニコラス・ジョースター) (1867—1885) |                             |                             |                                             |                                             | Джайро Цеппели (яп. ジャイロ・ツェペリ) (1865-1891) | Джайро Цеппели (яп. ジャイロ・ツェペリ) (1865-1891) | Джайро Цеппели (яп. ジャイロ・ツェペリ) (1865-1891) | Джайро Цеппели (яп. ジャイロ・ツェペリ) (1865-1891) | Джайро Цеппели (яп. ジャイロ・ツェペリ) (1865-1891) | Джайро Цеппели (яп. ジャイロ・ツェペリ) (1865-1891) |  |  | Диего Брандо (яп. ディエゴ・ブランドー)(1870-1891)           | Диего Брандо (яп. ディエゴ・ブランドー)(1870-1891)           | Диего Брандо (яп. ディエゴ・ブランドー)(1870-1891)           | Диего Брандо (яп. ディエゴ・ブランドー)(1870-1891)           | Диего Брандо (яп. ディエゴ・ブランドー)(1870-1891)           | Диего Брандо (яп. ディエゴ・ブランドー)(1870-1891)           |              |              |              |              |                                         |                                         |                                         |                                         |                                         |                                         |                          |                          |
| дочь                              | дочь                              | дочь                              | дочь                              | дочь                              | дочь                              |                                                                   |                                                                   | дочь                                                              | дочь                                                              | дочь                                                              | дочь                                                              | дочь | дочь |                                           |                                           | Дзёхэи Норисукэ Хигасиката II (1872-????) | Дзёхэи Норисукэ Хигасиката II (1872-????) | Дзёхэи Норисукэ Хигасиката II (1872-????) | Дзёхэи Норисукэ Хигасиката II (1872-????) | Дзёхэи Норисукэ Хигасиката II (1872-????) | Дзёхэи Норисукэ Хигасиката II (1872-????) |                          |                          | Рина Джостар (Хигасиката) (яп. 東方 理那) (1874-?) | Рина Джостар (Хигасиката) (яп. 東方 理那) (1874-?) | Рина Джостар (Хигасиката) (яп. 東方 理那) (1874-?) | Рина Джостар (Хигасиката) (яп. 東方 理那) (1874-?) | Рина Джостар (Хигасиката) (яп. 東方 理那) (1874-?) | Рина Джостар (Хигасиката) (яп. 東方 理那) (1874-?) |                                             |                                             | Джонни Джостар (яп. ジョニィ・ジョースター) (1872-1901) | Джонни Джостар (яп. ジョニィ・ジョースター) (1872-1901) | Джонни Джостар (яп. ジョニィ・ジョースター) (1872-1901) | Джонни Джостар (яп. ジョニィ・ジョースター) (1872-1901) | Джонни Джостар (яп. ジョニィ・ジョースター) (1872-1901) | Джонни Джостар (яп. ジョニィ・ジョースター) (1872-1901) |                                                |                                                | Николас Джостар (яп. ニコラス・ジョースター) (1867—1885) | Николас Джостар (яп. ニコラス・ジョースター) (1867—1885) | Николас Джостар (яп. ニコラス・ジョースター) (1867—1885) | Николас Джостар (яп. ニコラス・ジョースター) (1867—1885) | Николас Джостар (яп. ニコラス・ジョースター) (1867—1885) | Николас Джостар (яп. ニコラス・ジョースター) (1867—1885) |                             |                             |                                             |                                             | Джайро Цеппели (яп. ジャイロ・ツェペリ) (1865-1891) | Джайро Цеппели (яп. ジャイロ・ツェペリ) (1865-1891) | Джайро Цеппели (яп. ジャイロ・ツェペリ) (1865-1891) | Джайро Цеппели (яп. ジャイロ・ツェペリ) (1865-1891) | Джайро Цеппели (яп. ジャイロ・ツェペリ) (1865-1891) | Джайро Цеппели (яп. ジャイロ・ツェペリ) (1865-1891) |  |  | Диего Брандо (яп. ディエゴ・ブランドー)(1870-1891)           | Диего Брандо (яп. ディエゴ・ブランドー)(1870-1891)           | Диего Брандо (яп. ディエゴ・ブランドー)(1870-1891)           | Диего Брандо (яп. ディエゴ・ブランドー)(1870-1891)           | Диего Брандо (яп. ディエゴ・ブランドー)(1870-1891)           | Диего Брандо (яп. ディエゴ・ブランドー)(1870-1891)           |              |              |              |              |                                         |                                         |                                         |                                         |                                         |                                         |                          |                          |
|                                   |                                   |                                   |                                   |                                   |                                   |                                                                   |                                                                   |                                                                   |                                                                   |                                                                   |                                                                   |      |      |                                           |                                           |                                           |                                           |                                           |                                           |                                           |                                           |                          |                          |                                                    |                                                    |                                                    |                                                    |                                                    |                                                    |                                             |                                             |                                                         |                                                         |                                                         |                                                         |                                                         |                                                         |                                                |                                                |                                                          |                                                          |                                                          |                                                          |                                                          |                                                          |                             |                             |                                             |                                             |                                                     |                                                     |                                                     |                                                     |                                                     |                                                     |  |  |                                                              |                                                              |                                                              |                                                              |                                                              |                                                              |              |              |              |              |                                         |                                         |                                         |                                         |                                         |                                         |                          |                          |
|                                   |                                   |                                   |                                   |                                   |                                   |                                                                   |                                                                   |                                                                   |                                                                   |                                                                   |                                                                   |      |      |                                           |                                           |                                           |                                           |                                           |                                           |                                           |                                           |                          |                          |                                                    |                                                    |                                                    |                                                    |                                                    |                                                    |                                             |                                             |                                                         |                                                         |                                                         |                                                         |                                                         |                                                         |                                                |                                                |                                                          |                                                          |                                                          |                                                          |                                                          |                                                          |                             |                             |                                             |                                             |                                                     |                                                     |                                                     |                                                     |                                                     |                                                     |  |  |                                                              |                                                              |                                                              |                                                              |                                                              |                                                              |              |              |              |              |                                         |                                         |                                         |                                         |                                         |                                         |                          |                          |
|                                   |                                   |                                   |                                   | 3 неизвестных дочери              | 3 неизвестных дочери              | 3 неизвестных дочери                                              | 3 неизвестных дочери                                              | 3 неизвестных дочери                                              | 3 неизвестных дочери                                              |                                                                   |                                                                   |      |      | Дзёсю Норисукэ Хигасиката III (1908-????) | Дзёсю Норисукэ Хигасиката III (1908-????) | Дзёсю Норисукэ Хигасиката III (1908-????) | Дзёсю Норисукэ Хигасиката III (1908-????) | Дзёсю Норисукэ Хигасиката III (1908-????) | Дзёсю Норисукэ Хигасиката III (1908-????) |                                           |                                           |                          |                          | дочь                                               | дочь                                               | дочь                                               | дочь                                               | дочь                                               | дочь                                               |                                             |                                             | Джордж Джостар II (1898-19??)                           | Джордж Джостар II (1898-19??)                           | Джордж Джостар II (1898-19??)                           | Джордж Джостар II (1898-19??)                           | Джордж Джостар II (1898-19??)                           | Джордж Джостар II (1898-19??)                           |                                                |                                                |                                                          |                                                          |                                                          |                                                          | Элизабет                                                 | Элизабет                                                 | Элизабет                    | Элизабет                    | Элизабет                                    | Элизабет                                    |                                                     |                                                     |                                                     |                                                     |                                                     |                                                     |  |  |                                                              |                                                              |                                                              |                                                              |                                                              |                                                              |              |              |              |              |                                         |                                         |                                         |                                         |                                         |                                         |                          |                          |
|                                   |                                   |                                   |                                   | 3 неизвестных дочери              | 3 неизвестных дочери              | 3 неизвестных дочери                                              | 3 неизвестных дочери                                              | 3 неизвестных дочери                                              | 3 неизвестных дочери                                              |                                                                   |                                                                   |      |      | Дзёсю Норисукэ Хигасиката III (1908-????) | Дзёсю Норисукэ Хигасиката III (1908-????) | Дзёсю Норисукэ Хигасиката III (1908-????) | Дзёсю Норисукэ Хигасиката III (1908-????) | Дзёсю Норисукэ Хигасиката III (1908-????) | Дзёсю Норисукэ Хигасиката III (1908-????) |                                           |                                           |                          |                          | дочь                                               | дочь                                               | дочь                                               | дочь                                               | дочь                                               | дочь                                               |                                             |                                             | Джордж Джостар II (1898-19??)                           | Джордж Джостар II (1898-19??)                           | Джордж Джостар II (1898-19??)                           | Джордж Джостар II (1898-19??)                           | Джордж Джостар II (1898-19??)                           | Джордж Джостар II (1898-19??)                           |                                                |                                                |                                                          |                                                          |                                                          |                                                          | Элизабет                                                 | Элизабет                                                 | Элизабет                    | Элизабет                    | Элизабет                                    | Элизабет                                    |                                                     |                                                     |                                                     |                                                     |                                                     |                                                     |  |  |                                                              |                                                              |                                                              |                                                              |                                                              |                                                              |              |              |              |              |                                         |                                         |                                         |                                         |                                         |                                         |                          |                          |
|                                   |                                   |                                   |                                   |                                   |                                   |                                                                   |                                                                   |                                                                   |                                                                   |                                                                   |                                                                   |      |      |                                           |                                           |                                           |                                           |                                           |                                           |                                           |                                           |                          |                          |                                                    |                                                    |                                                    |                                                    |                                                    |                                                    |                                             |                                             |                                                         |                                                         |                                                         |                                                         |                                                         |                                                         |                                                |                                                |                                                          |                                                          |                                                          |                                                          |                                                          |                                                          |                             |                             |                                             |                                             |                                                     |                                                     |                                                     |                                                     |                                                     |                                                     |  |  |                                                              |                                                              |                                                              |                                                              |                                                              |                                                              |              |              |              |              |                                         |                                         |                                         |                                         |                                         |                                         |                          |                          |
|                                   |                                   |                                   |                                   |                                   |                                   |                                                                   |                                                                   |                                                                   |                                                                   |                                                                   |                                                                   |      |      |                                           |                                           |                                           |                                           |                                           |                                           |                                           |                                           |                          |                          |                                                    |                                                    |                                                    |                                                    |                                                    |                                                    |                                             |                                             |                                                         |                                                         |                                                         |                                                         |                                                         |                                                         |                                                |                                                |                                                          |                                                          |                                                          |                                                          |                                                          |                                                          |                             |                             |                                             |                                             |                                                     |                                                     |                                                     |                                                     |                                                     |                                                     |  |  |                                                              |                                                              |                                                              |                                                              |                                                              |                                                              |              |              |              |              |                                         |                                         |                                         |                                         |                                         |                                         |                          |                          |
|                                   |                                   |                                   |                                   | 2 неизвестные дочери              | 2 неизвестные дочери              | 2 неизвестные дочери                                              | 2 неизвестные дочери                                              | 2 неизвестные дочери                                              | 2 неизвестные дочери                                              |                                                                   |                                                                   |      |      |                                           |                                           |                                           |                                           |                                           |                                           | дочь                                      | дочь                                      | дочь                     | дочь                     | дочь                                               | дочь                                               |                                                    |                                                    | сын                                                | сын                                                | сын                                         | сын                                         | сын                                                     | сын                                                     |                                                         |                                                         | дочь                                                    | дочь                                                    | дочь                                           | дочь                                           | дочь                                                     | дочь                                                     |                                                          |                                                          | Джозеф Джостар (1924-????)                               | Джозеф Джостар (1924-????)                               | Джозеф Джостар (1924-????)  | Джозеф Джостар (1924-????)  | Джозеф Джостар (1924-????)                  | Джозеф Джостар (1924-????)                  |                                                     |                                                     |                                                     |                                                     |                                                     |                                                     |  |  |                                                              |                                                              |                                                              |                                                              | Сьюзи Кватро                                                 | Сьюзи Кватро                                                 | Сьюзи Кватро | Сьюзи Кватро | Сьюзи Кватро | Сьюзи Кватро |                                         |                                         |                                         |                                         |                                         |                                         |                          |                          |
|                                   |                                   |                                   |                                   | 2 неизвестные дочери              | 2 неизвестные дочери              | 2 неизвестные дочери                                              | 2 неизвестные дочери                                              | 2 неизвестные дочери                                              | 2 неизвестные дочери                                              |                                                                   |                                                                   |      |      |                                           |                                           |                                           |                                           |                                           |                                           | дочь                                      | дочь                                      | дочь                     | дочь                     | дочь                                               | дочь                                               |                                                    |                                                    | сын                                                | сын                                                | сын                                         | сын                                         | сын                                                     | сын                                                     |                                                         |                                                         | дочь                                                    | дочь                                                    | дочь                                           | дочь                                           | дочь                                                     | дочь                                                     |                                                          |                                                          | Джозеф Джостар (1924-????)                               | Джозеф Джостар (1924-????)                               | Джозеф Джостар (1924-????)  | Джозеф Джостар (1924-????)  | Джозеф Джостар (1924-????)                  | Джозеф Джостар (1924-????)                  |                                                     |                                                     |                                                     |                                                     |                                                     |                                                     |  |  |                                                              |                                                              |                                                              |                                                              | Сьюзи Кватро                                                 | Сьюзи Кватро                                                 | Сьюзи Кватро | Сьюзи Кватро | Сьюзи Кватро | Сьюзи Кватро |                                         |                                         |                                         |                                         |                                         |                                         |                          |                          |
|                                   |                                   |                                   |                                   |                                   |                                   |                                                                   |                                                                   |                                                                   |                                                                   |                                                                   |                                                                   |      |      |                                           |                                           |                                           |                                           |                                           |                                           |                                           |                                           |                          |                          |                                                    |                                                    |                                                    |                                                    |                                                    |                                                    |                                             |                                             |                                                         |                                                         |                                                         |                                                         |                                                         |                                                         |                                                |                                                |                                                          |                                                          |                                                          |                                                          |                                                          |                                                          |                             |                             |                                             |                                             |                                                     |                                                     |                                                     |                                                     |                                                     |                                                     |  |  |                                                              |                                                              |                                                              |                                                              |                                                              |                                                              |              |              |              |              |                                         |                                         |                                         |                                         |                                         |                                         |                          |                          |
|                                   |                                   |                                   |                                   |                                   |                                   |                                                                   |                                                                   |                                                                   |                                                                   |                                                                   |                                                                   |      |      | Норисукэ Хигасиката IV (1952)             | Норисукэ Хигасиката IV (1952)             | Норисукэ Хигасиката IV (1952)             | Норисукэ Хигасиката IV (1952)             | Норисукэ Хигасиката IV (1952)             | Норисукэ Хигасиката IV (1952)             |                                           |                                           |                          |                          |                                                    |                                                    |                                                    |                                                    |                                                    |                                                    |                                             |                                             | Садафуми Кудзё                                          | Садафуми Кудзё                                          | Садафуми Кудзё                                          | Садафуми Кудзё                                          | Садафуми Кудзё                                          | Садафуми Кудзё                                          |                                                |                                                |                                                          |                                                          |                                                          |                                                          | Киёми Кудзё (яп. 空条 聖美)                              | Киёми Кудзё (яп. 空条 聖美)                              | Киёми Кудзё (яп. 空条 聖美) | Киёми Кудзё (яп. 空条 聖美) | Киёми Кудзё (яп. 空条 聖美)                 | Киёми Кудзё (яп. 空条 聖美)                 |                                                     |                                                     |                                                     |                                                     |                                                     |                                                     |  |  | Холли (Кира) Джостар (яп. 吉良・ホリー・ジョースター) (1959) | Холли (Кира) Джостар (яп. 吉良・ホリー・ジョースター) (1959) | Холли (Кира) Джостар (яп. 吉良・ホリー・ジョースター) (1959) | Холли (Кира) Джостар (яп. 吉良・ホリー・ジョースター) (1959) | Холли (Кира) Джостар (яп. 吉良・ホリー・ジョースター) (1959) | Холли (Кира) Джостар (яп. 吉良・ホリー・ジョースター) (1959) |              |              |              |              |                                         |                                         | Ёситэру Кира (1941-1991)                | Ёситэру Кира (1941-1991)                | Ёситэру Кира (1941-1991)                | Ёситэру Кира (1941-1991)                | Ёситэру Кира (1941-1991) | Ёситэру Кира (1941-1991) |
|                                   |                                   |                                   |                                   |                                   |                                   |                                                                   |                                                                   |                                                                   |                                                                   |                                                                   |                                                                   |      |      | Норисукэ Хигасиката IV (1952)             | Норисукэ Хигасиката IV (1952)             | Норисукэ Хигасиката IV (1952)             | Норисукэ Хигасиката IV (1952)             | Норисукэ Хигасиката IV (1952)             | Норисукэ Хигасиката IV (1952)             |                                           |                                           |                          |                          |                                                    |                                                    |                                                    |                                                    |                                                    |                                                    |                                             |                                             | Садафуми Кудзё                                          | Садафуми Кудзё                                          | Садафуми Кудзё                                          | Садафуми Кудзё                                          | Садафуми Кудзё                                          | Садафуми Кудзё                                          |                                                |                                                |                                                          |                                                          |                                                          |                                                          | Киёми Кудзё (яп. 空条 聖美)                              | Киёми Кудзё (яп. 空条 聖美)                              | Киёми Кудзё (яп. 空条 聖美) | Киёми Кудзё (яп. 空条 聖美) | Киёми Кудзё (яп. 空条 聖美)                 | Киёми Кудзё (яп. 空条 聖美)                 |                                                     |                                                     |                                                     |                                                     |                                                     |                                                     |  |  | Холли (Кира) Джостар (яп. 吉良・ホリー・ジョースター) (1959) | Холли (Кира) Джостар (яп. 吉良・ホリー・ジョースター) (1959) | Холли (Кира) Джостар (яп. 吉良・ホリー・ジョースター) (1959) | Холли (Кира) Джостар (яп. 吉良・ホリー・ジョースター) (1959) | Холли (Кира) Джостар (яп. 吉良・ホリー・ジョースター) (1959) | Холли (Кира) Джостар (яп. 吉良・ホリー・ジョースター) (1959) |              |              |              |              |                                         |                                         | Ёситэру Кира (1941-1991)                | Ёситэру Кира (1941-1991)                | Ёситэру Кира (1941-1991)                | Ёситэру Кира (1941-1991)                | Ёситэру Кира (1941-1991) | Ёситэру Кира (1941-1991) |
|                                   |                                   |                                   |                                   |                                   |                                   |                                                                   |                                                                   |                                                                   |                                                                   |                                                                   |                                                                   |      |      |                                           |                                           |                                           |                                           |                                           |                                           |                                           |                                           |                          |                          |                                                    |                                                    |                                                    |                                                    |                                                    |                                                    |                                             |                                             |                                                         |                                                         |                                                         |                                                         |                                                         |                                                         |                                                |                                                |                                                          |                                                          |                                                          |                                                          |                                                          |                                                          |                             |                             |                                             |                                             |                                                     |                                                     |                                                     |                                                     |                                                     |                                                     |  |  |                                                              |                                                              |                                                              |                                                              |                                                              |                                                              |              |              |              |              |                                         |                                         |                                         |                                         |                                         |                                         |                          |                          |
|                                   |                                   |                                   |                                   |                                   |                                   |                                                                   |                                                                   |                                                                   |                                                                   |                                                                   |                                                                   |      |      |                                           |                                           |                                           |                                           |                                           |                                           |                                           |                                           |                          |                          |                                                    |                                                    |                                                    |                                                    |                                                    |                                                    |                                             |                                             |                                                         |                                                         |                                                         |                                                         |                                                         |                                                         |                                                |                                                |                                                          |                                                          |                                                          |                                                          |                                                          |                                                          |                             |                             |                                             |                                             |                                                     |                                                     |                                                     |                                                     |                                                     |                                                     |  |  |                                                              |                                                              |                                                              |                                                              |                                                              |                                                              |              |              |              |              |                                         |                                         |                                         |                                         |                                         |                                         |                          |                          |
|                                   |                                   |                                   |                                   |                                   |                                   | Дочь Хато (род. 1985) Сын Дзёсю (род. 1992) Дочь Дайя (род. 1995) | Дочь Хато (род. 1985) Сын Дзёсю (род. 1992) Дочь Дайя (род. 1995) | Дочь Хато (род. 1985) Сын Дзёсю (род. 1992) Дочь Дайя (род. 1995) | Дочь Хато (род. 1985) Сын Дзёсю (род. 1992) Дочь Дайя (род. 1995) | Дочь Хато (род. 1985) Сын Дзёсю (род. 1992) Дочь Дайя (род. 1995) | Дочь Хато (род. 1985) Сын Дзёсю (род. 1992) Дочь Дайя (род. 1995) |      |      | Дзёбин Хигасиката (1979-2011)             | Дзёбин Хигасиката (1979-2011)             | Дзёбин Хигасиката (1979-2011)             | Дзёбин Хигасиката (1979-2011)             | Дзёбин Хигасиката (1979-2011)             | Дзёбин Хигасиката (1979-2011)             |                                           |                                           |                          |                          |                                                    |                                                    | Мицуба (1980)                                      | Мицуба (1980)                                      | Мицуба (1980)                                      | Мицуба (1980)                                      | Мицуба (1980)                               | Мицуба (1980)                               |                                                         |                                                         |                                                         |                                                         |                                                         |                                                         | Дзёдзэфуми Кудзё (яп. 空条 仗世文) (1991-2011) | Дзёдзэфуми Кудзё (яп. 空条 仗世文) (1991-2011) | Дзёдзэфуми Кудзё (яп. 空条 仗世文) (1991-2011)           | Дзёдзэфуми Кудзё (яп. 空条 仗世文) (1991-2011)           | Дзёдзэфуми Кудзё (яп. 空条 仗世文) (1991-2011)           | Дзёдзэфуми Кудзё (яп. 空条 仗世文) (1991-2011)           |                                                          |                                                          |                             |                             | Рокакака                                    | Рокакака                                    | Рокакака                                            | Рокакака                                            | Рокакака                                            | Рокакака                                            |                                                     |                                                     |  |  | Ёсикагэ Кира (яп. 吉良 吉影) (1982-2011)                     | Ёсикагэ Кира (яп. 吉良 吉影) (1982-2011)                     | Ёсикагэ Кира (яп. 吉良 吉影) (1982-2011)                     | Ёсикагэ Кира (яп. 吉良 吉影) (1982-2011)                     | Ёсикагэ Кира (яп. 吉良 吉影) (1982-2011)                     | Ёсикагэ Кира (яп. 吉良 吉影) (1982-2011)                     |              |              |              |              | Кей Нидзимура (яп. 虹村 京) (1989-2011) | Кей Нидзимура (яп. 虹村 京) (1989-2011) | Кей Нидзимура (яп. 虹村 京) (1989-2011) | Кей Нидзимура (яп. 虹村 京) (1989-2011) | Кей Нидзимура (яп. 虹村 京) (1989-2011) | Кей Нидзимура (яп. 虹村 京) (1989-2011) |                          |                          |
|                                   |                                   |                                   |                                   |                                   |                                   | Дочь Хато (род. 1985) Сын Дзёсю (род. 1992) Дочь Дайя (род. 1995) | Дочь Хато (род. 1985) Сын Дзёсю (род. 1992) Дочь Дайя (род. 1995) | Дочь Хато (род. 1985) Сын Дзёсю (род. 1992) Дочь Дайя (род. 1995) | Дочь Хато (род. 1985) Сын Дзёсю (род. 1992) Дочь Дайя (род. 1995) | Дочь Хато (род. 1985) Сын Дзёсю (род. 1992) Дочь Дайя (род. 1995) | Дочь Хато (род. 1985) Сын Дзёсю (род. 1992) Дочь Дайя (род. 1995) |      |      | Дзёбин Хигасиката (1979-2011)             | Дзёбин Хигасиката (1979-2011)             | Дзёбин Хигасиката (1979-2011)             | Дзёбин Хигасиката (1979-2011)             | Дзёбин Хигасиката (1979-2011)             | Дзёбин Хигасиката (1979-2011)             |                                           |                                           |                          |                          |                                                    |                                                    | Мицуба (1980)                                      | Мицуба (1980)                                      | Мицуба (1980)                                      | Мицуба (1980)                                      | Мицуба (1980)                               | Мицуба (1980)                               |                                                         |                                                         |                                                         |                                                         |                                                         |                                                         | Дзёдзэфуми Кудзё (яп. 空条 仗世文) (1991-2011) | Дзёдзэфуми Кудзё (яп. 空条 仗世文) (1991-2011) | Дзёдзэфуми Кудзё (яп. 空条 仗世文) (1991-2011)           | Дзёдзэфуми Кудзё (яп. 空条 仗世文) (1991-2011)           | Дзёдзэфуми Кудзё (яп. 空条 仗世文) (1991-2011)           | Дзёдзэфуми Кудзё (яп. 空条 仗世文) (1991-2011)           |                                                          |                                                          |                             |                             | Рокакака                                    | Рокакака                                    | Рокакака                                            | Рокакака                                            | Рокакака                                            | Рокакака                                            |                                                     |                                                     |  |  | Ёсикагэ Кира (яп. 吉良 吉影) (1982-2011)                     | Ёсикагэ Кира (яп. 吉良 吉影) (1982-2011)                     | Ёсикагэ Кира (яп. 吉良 吉影) (1982-2011)                     | Ёсикагэ Кира (яп. 吉良 吉影) (1982-2011)                     | Ёсикагэ Кира (яп. 吉良 吉影) (1982-2011)                     | Ёсикагэ Кира (яп. 吉良 吉影) (1982-2011)                     |              |              |              |              | Кей Нидзимура (яп. 虹村 京) (1989-2011) | Кей Нидзимура (яп. 虹村 京) (1989-2011) | Кей Нидзимура (яп. 虹村 京) (1989-2011) | Кей Нидзимура (яп. 虹村 京) (1989-2011) | Кей Нидзимура (яп. 虹村 京) (1989-2011) | Кей Нидзимура (яп. 虹村 京) (1989-2011) |                          |                          |
|                                   |                                   |                                   |                                   |                                   |                                   |                                                                   |                                                                   |                                                                   |                                                                   |                                                                   |                                                                   |      |      |                                           |                                           |                                           |                                           |                                           |                                           |                                           |                                           |                          |                          |                                                    |                                                    |                                                    |                                                    |                                                    |                                                    |                                             |                                             |                                                         |                                                         |                                                         |                                                         |                                                         |                                                         |                                                |                                                |                                                          |                                                          |                                                          |                                                          |                                                          |                                                          |                             |                             |                                             |                                             |                                                     |                                                     |                                                     |                                                     |                                                     |                                                     |  |  |                                                              |                                                              |                                                              |                                                              |                                                              |                                                              |              |              |              |              |                                         |                                         |                                         |                                         |                                         |                                         |                          |                          |
|                                   |                                   |                                   |                                   |                                   |                                   |                                                                   |                                                                   |                                                                   |                                                                   |                                                                   |                                                                   |      |      |                                           |                                           |                                           |                                           |                                           |                                           | Цуруги Хигасиката (2002)                  | Цуруги Хигасиката (2002)                  | Цуруги Хигасиката (2002) | Цуруги Хигасиката (2002) | Цуруги Хигасиката (2002)                           | Цуруги Хигасиката (2002)                           |                                                    |                                                    |                                                    |                                                    |                                             |                                             |                                                         |                                                         |                                                         |                                                         |                                                         |                                                         |                                                |                                                |                                                          |                                                          |                                                          |                                                          |                                                          |                                                          |                             |                             | Дзёсукэ Хигасиката (яп. 東方 定助) (2011)   | Дзёсукэ Хигасиката (яп. 東方 定助) (2011)   | Дзёсукэ Хигасиката (яп. 東方 定助) (2011)           | Дзёсукэ Хигасиката (яп. 東方 定助) (2011)           | Дзёсукэ Хигасиката (яп. 東方 定助) (2011)           | Дзёсукэ Хигасиката (яп. 東方 定助) (2011)           |                                                     |                                                     |  |  |                                                              |                                                              |                                                              |                                                              |                                                              |                                                              |              |              |              |              |                                         |                                         |                                         |                                         |                                         |                                         |                          |                          |

## Steel Ball Run

### Джонни Джостар(Джонатан Джостар)
Джонни Джостар (яп. ジョニィ・ジョースター Дзёни: Дзё:сута:) — Главный герой седьмой части манги. Альтернативная версия Джонатана Джостара. Известен под псевдонимом «Джо Кид» или «Джо Джо». До основных событий выступал избалованным деньгами подростком из семьи жокеев, относясь к бедным как ко второму сорту и во время прогулки с девушкой он был подстрелен и у него отнялись ноги. После этого случая он потерял уважение со стороны его друзей. Но после того, как Джонни встречает Джайрo Цеппели, он узнаёт, что с помощью силы Цеппели он может на короткое время использовать свои ноги. Однако Джонни ради этого соглашается вместе с Цеппели принимать участие в гонке в США. Позже выясняется, что у Джонни был старший брат по имени Николас, который погиб из-за того, что лошадь, испугавшись белой мыши скинула его. Его лошадь по имени Медленный танцор принадлежит к породе апалуза.
После гонок Джонни женился на Рине, японке и дочери Норисукэ Хигасикаты, гонщика, представляющего Японию и та родила ему сына Джорджа Джостара. Но однажды Рину сразила таинственная и неизлечимая болезнь и Джонни добыл святые мощи и бежал с ними в Японию. Там ему удалось с помощью них излечить Рину, но сам Джонни погиб при таинственных обстоятельствах.
На протяжении манги его стенд — Tusk принимает четыре различные формы — акта, каждый меняет его способности. Tusk Act 1 позволяет Джонни раскручивать свои ногти и стрелять ими, словно пулями на дистанции до 10 метров, ногти имеют огромную режущую силу, они способны прорубаться через камень и отрезать конечности. Tusk Act 2 использует золотое вращение, одну из вариаций техники Джайро, что бы стрелять ногтями, теперь ногти имеют ещё большую силу и оставляют после себя отверстия на некоторое время, отверстия сами следуют за врагом благодаря вращению. Джонни приходится экономить ногти в схватках, так как отрастают они значительно дольше. Tusk Act 3 имеет те же способности, что и у Act 2, добавляя к ним способность перемещаться в дыре от выстрела. Джонни помещает себя или свои части тела, стреляя по ним, что позволяет ему быстро перемещаться и атаковать с неожиданных углов и позиций. Tusk Act 4 максимально использует силы вращения, питая силы ещё и от лошади Джонни, что создаёт бесконечное вращение, способное прорваться сквозь пространственный разрез Валентайна или применить бесконечное вращение к предметам и людям. Вращение никогда не останавливается и возвращает объект к месту атаки или его эквиваленту из другой вселенной, что не позволяет Валентайну спастись подменой тела.
По версии сайта theotaku2anime занимает 8 место в списке лучших персонажей вселенной Jojo. С его изображением выпускались коллекционные фигурки.

### Джайро Цеппели (Джулилус Цезарь Цеппели)
Джайро Цеппели (яп. ジャイロ・ツェペリ Дзяйро Цэпэри) — дейтерагонист седьмой части манги и лучший друг Джонни. Альтернативная версия Уила и Цезаря Цеппели, однако внешность и характер персонажа были отчасти списаны с Хола Хорса из Stardust Crusaders. Родом из итальянской семьи палачей Цеппели Члены семьи во время казни используют особую силу, которая позволяет умереть заключённому быстро и безболезненно. Однако они соглашаются казнить только настоящих преступников. Сам же Джайро также был воспитан, как палач. Когда он отправляется на гонки, к нему присоединяется Джонни Джостар, у которого парализованные ноги, так как с помощью силы Джайро, он может на короткое время снова использовать их. Джайро очень высокомерный, но становится очень серьёзным при опасности или проблемах и может проявлять сострадания, когда его союзники находятся в тяжёлом положении. В качестве оружия использует стальной вращающийся шарик, который с помощью силы вращения способен воздействовать на внутренние органы жертвы. Данный шарик Цеппели унаследовал от своей семьи палачей, использовавших стальной шарик, как быстрый и безболезненный способ казни. Стенд Джайро, Ball Breaker, действующий через стальной шар, анологично Tusk Act 4 способен создавать бесконечное вращение, а также вызывать старение у объектов к которым прикоснётся. Его лошадь Валькирия — австралийская пастушья.
Во время гонки, Джайро сразу же выделяется на фоне остальных гонщиков и выигрывает первый забег. Однако из-за якобы нарушения правил гонки против Сандмена, его понижают на 20 позиций. Хотя сначала он презренно смотрит на Джонни, впечатлившись его упорством, предлагает ему сотрудничество, получив первое и второе место при условии, что Джайро достанется первое место.
По версии сайта theotaku2anime.wordpress.com занимает 4 место в списке лучших персонажей вселенной JoJo's Bizarre Adventure. Также с изображением персонажа продавались коллекционные фигурки.

### Фанни Валентайн
Фанни Валентайн —  23 Президент Америки, главный антагонист 7 части. Он принимает участие в гонках, чтобы быстрее найти останки Иисуса, которые даруют большую силу человеку. Бывший солдат, получивший шрамы в форме американского флага на спине в плену. Он патриот и женат. Мечтает добыть святые мощи, чтобы с помощью них сделать свою страну самой великой державой в мире. Фанни начинает охоту на главных героев, который раньше его нашли другие святые останки и периодически подсылает к ним наёмников.
Его стенд — Dirty Deeds Done Dirt Cheap (сокр. D4C) способен перемещаться в другие вариации вселенной, если его тело будет зажато между поверхностями, передавать свою память и личность альтернативным Валентайнам, для продолжения своей миссии, а также перемещать предметы и людей в свою вселенную. При физическом контакте одних и тех же объектов из разных вселенных, они аннигилируются. Название его стенда отсылает к песне рок-группы AC/DC «Dirty Deeds Done Dirt Cheap».
Получает способность Love Train, после принятия Люси всех частей трупа. Love Train позволяет Валентайну создавать разрезы в пространстве и перемещаться в них, что делает невозможным навредить ему, а все атаки будут перенаправлены в другого случайного человека на Земле в качестве любого другого вида смерти. Однако, что бы атаковать ему требуется покинуть разрез. Был убит Джонни Джостаром и финальной формой его стенда — Tusk Act 4.
По версии сайта theotaku2anime.wordpress.com занимает 3 место в списке лучших персонажей вселенной Jojo.

### Диего Брандо
Диего Брандо (яп. ディエゴ・ブランドー Диэго Бурандо:) — антагонист, профессиональный жокей простого происхождения. Альтернативная версия Дио Брандо. Участвует в гонках. Характером во многом схож с Дио. Хотя в детстве рос с любовью матери, однако в жёстких и бедных условиях. Отец же пытался потопить мальчика. Дио поставил перед собой цель добиться высокого положения в обществе благодаря своей находчивости и таланту к верховной езде и для достижения своих целей не боится идти на подлые поступки. В 20 лет женился на 83-х летней женщине, которая умерла через полгода. В результате Диего унаследовал всё её состояние и стал богатым. Терпит поражение от Цеппели и позже заключает контракт с Фанни Валентайном, чтобы иметь возможность отомстить Цеппели. В конце 8 тура встаёт против Фанни Валентайна, но оказывается побеждённым его стендом. Его лошадь по имени Серебряная пуля принадлежит к породе арабская гончая. Диего погибает в столкновении с Фанни Валентайном, однако Фанни призывает другого Диего из параллельной вселенной, чтобы тот преследовал главных героев. Однако альтернативный Диего тоже оказывается убитым Люси Стил, которая заставила альтернативного Диего вступить в физический контакт с телом умершего оригинального Диего.
Его стенд — Scary Monsters даёт ему силы превращаться и превращать других живых существ в динозавров. Изначально Scary Monsters принадлежал археологу доктору Фердинанду, но после его смерти и получения Диего левого глаза Иисуса стенд стал принадлежать ему.
По версии сайта theotaku2anime.wordpress.com занимает 6 место в списке лучших персонажей вселенной Jojo.

### Люси Стил
Альтернативная версия Эрины Пендлетон. Люси жила в семье шести братьев и сестер и была второй старшей из группы. Её отец, Адам Пендлетон, был фермером, которому принадлежит небольшой участок в Оклахоме. Мать Люси, Алиса, умерла в возрасте тридцати семи лет, когда Люси было всего двенадцать, после чего семья попала в беду. Изначально Люси Пендлетон. Молодая, 14-летняя жена Стивена Стила. Несмотря на разницу в возрасте, она искренне любит Стивена и познакомилась с ним случайно в баре и подкидывает идею организовать скачки по всему американскому континенту с выигрышным призом в 50 миллионов долларов. Через два года отец продаёт Люси банде, в попытке оплатить многочисленные долги фермы, чтобы Люси работала проституткой. Об этом узнаёт Стивен и забирает её оттуда, солгав, что лишил её девственности. Стивен решает «удочерить» Люси и найти ей любовь, когда та подрастёт, но девушка, влюблённая в Стивена, уговаривает его жениться на ней. Но даже после этого, Стивен продолжает видеть в ней дочь и избегает каких-либо интимных контактов.
Беспокоясь за безопасность своего мужа, Люси решила работать под прикрытием для Джайро Цеппели и Джонни Джостара, и для этого инсценировала свою смерть, затем убив Скарлет, жену Фанни Валентайна и замаскировавшись под неё. Однако когда Валентайн раскрывает её личность, использует её как катализатор для мощей, после чего у девушки пробудился стенд — Ticket to Ride, способный использовать свои слёзы, как острые лезвия, а раненный лезвием не сможет атаковать Люси. После поражения Фанни Валентайна, была освобождена от действия мощей и потеряла силу стенда.

### Маунтейн Тим
Маунтейн Тим (яп. マ ウ ン テ ン テ ィ ム Маунтэн Тиму) — охотник за головами и участник в гонках. Становится главным соперником и одновременно союзником главным героям. В 16 лет служил в армии и получил задание с командой отправиться в неизведанные районы пустыни Аризоны. Однако его команда заблудилась и все умерли от жажды кроме Маунтейна, который выжил благодаря тому, что его тело поглощало влагу из каната само по себе. Так он обнаружил в себе силу стенда, с помощью которого Маунтейн может с помощью стенда-верёвки отделять свои или чужие части тела без вредительства им. Познакомился с главными героями, при расследовании серии убийств во время гонок. Погибает при попытке защитить Люси Стил от Блэкмора, наёмного убийцы Фанни Валентайна.

### Стивен Стил
Стивен Стил (яп. スティーブン·スティール Сутиːбун Сутиːру) — миллиардер и организатор гонок на лошадях. Родился в 1839 году и был четвёртым сыном ирландского иммигранта. Когда ему было 15 лет, он влюбился в красивую дочь флориста, и оба поклялись быть вместе, но в том же году она умерла, попав под вагон, после чего Стивен погрузился в глубокое отчаяние и пообещал себе снова не влюбляться. Он присоединился к кавалерии, но никогда не отправлялся на войну или экспедиции и два года в пустынной островной больнице. В последующие годы он менял работу каждый год, пока ему не исполнилось 28 лет, после чего он исчез на 13 лет, а затем снова появился в качестве искателя приключений, ищущего динозавров в Коста-Рике. Два года спустя он окрестил себя промоутером, и все газеты говорили о нём. Однако из-за скандала, связанного с обезьяной, замаскированной под пришельца, его обвинили в мошенничестве, хотя Стивен не был причастен к обману и ему пришлось продать свой особняк. Тогда Стивену пришла идея устроить гонки на лошадях.

### Хот Панц
Хот Панц (яп. ホット・パンツ Хотто Панцу) — одна из союзниц главных героев, притворяется мужчиной. Агент Ватикана и глубоко религиозная женщина и её истинная цель заключается не в победе в гонке, а поиск святых мощей, до того, как до них доберётся Фанни Валентайн. Причиной тому послужило сильное угрызение совести после того, как столкнула брата к, загнавшему в угол их, медведю гризли после чего брат погиб, а родственники и деревня, не знающие правду, жалели её. Впервые появляются в начале четвёртого этапа гонки, заняв первое место на третьем этапе. Сначала напала на героев, обвинив их в том, что они убили её корову, но затем помогает им в перестрелках с противниками. Выпадает из гонки на шестом раунде и была вынуждена объединиться с Диего Брандо в борьбе против Фанни Валентайна и в конечном итоге стала первой жертвой его способности — Love Train.
Её стенд — Cream Starter, способен при контакте с целью превращать плоть в пенистое вещество, а также лечить раны. Нанося плоть на лицо человека может сменить его внешность. Может расплавить себя и пролезть в узкие проходы.

### Векапипо
Векапипо (яп. ウェカピポ  Вэкапипо) — изгнанный неаполитанец, из-за того, что сделал вызов мужу её сестры и убил его, после того, как обидчик сам избил до потери зрения сестру Векапипо. После изгнания был убеждён в смерти сестры. Но так как Векапипо обладал низшим положением, был изгнан из страны. Сначала работал в паре с Маджентой на Фанни Валентайна, так как тот обещал Векапипо безопасность, при условии, что он убьёт главных героев. Однако вскоре он обнаружил, что его сестра на деле была жива и решает присоединиться к главным героям. Погибает от рук Диего Брандо, спасшего себе жизнь с помощью того, что благодаря стенду Валентайна отправил Векапипо параллельную вселенную, где он встретился с собой же, и это привело к уничтожению тела Векапипо.
Векапипо, как и Джайро, обладает золотым вращением. Его способность — Wrecking Ball, представляет собой стальной шар, используемый Неаполитанской гвардией, который может выпускать как пули более маленькие шары для повреждения цели, а также полностью вывести из строя левую часть противника. В таком случае цель даже не сможет видеть то, что находится в левой части. Вся левая часть тела будет парализована.

### Сандмен (Саундмен)
Сандмен (яп. サウンドマン  Саундоман) — представитель индейского племени, в котором всегда был изгоем из-за своего странного поведения. Ненавидит белых и мечтает освободить от их господства родных земли, но в отличие от его земляков, предпочитающих избегать любого контакта с белой цивилизацией, стремится «познать врага» и изучает литературу и обычаи белых и приходит к идее, что с помощью денег может выкупить родные земли. Для чего решает принять участие в гонках. Из-за своего интереса к белым, земляки считают его предателем и даже пытались убить. В гонке не использует лошадь, так владеет уникальным стилем бега, позволяющим ему бегать на дальние расстояния и разбегаться до 45 км в час.
Во время схватки с Джонни и Джайро говорит, что его настоящее имя — Саундмен (Soundman). Силы его стенда — In a Silent Way позволяют заряжать предметы или людей звуками, при касании заряженного объекта высвобождается сила, характерная для данного звука, например — горение или разрез.

### Поколоко
Поколоко (яп. ポ コ ロ コ Покороко) — афроамериканец и участник гонки. Родился в Джорджии в 1869 году, в семье фермеров, которых только что освободили из рабства. За три дня до начала гонок, встретил гадалку, которая сказала ему, что его ждут лучшие 2 месяца в его жизни, поэтому Поколоко решил воспользоваться своей новообретённой удачей и войти в гонку. Его стенд — Hey Ya! может предвидеть удачу и натравляет Поколоко к победе. Его лошадь также зовут Хэй Яǃ и принадлежит к породе квотерхорс.

### Семья Бум Бум
Ла Бум Бум (яп.  L.A. ブ ン ブ ー ン Эру Эː бун бу:н), Андре Бум Бум (яп.  ア ン ド レ · ブ ン ブ ー ー Андорэ бун бун) и Бенджамин Бум Бум (яп.  ア ン ド レ · ブ ン ブ ー ー Бэндзямин бун бун), отец и 2 брата — разбойники. Решили нападать и убивать отбившихся от основной толпы наездников, чтобы увеличить свой шанс финишировать. Владеют магнитными стендами и могут управлять железом в крови противника, притягивая его с себе и нанося уродливые ранения. Позже выясняется, что они получили солидное вознаграждение за убийство Цеппели. Однако при попытке напасть на главных героев, они потерпели поражение и Бенджамин был убит. Дальнейшая судьба Андре и Ла неизвестны. Скорее всего они погибли от жары.

### Ринго Родагейн
Ринго Родагейн (яп. リンゴォ・ロードアゲイン Ринго: Ро:доагэйн) — Один из агентов Фанни Валентайна. Появляется на четвёртой стадии гонки «Стальной шар». Американец. Проживает в небольшом доме на лесной поляне. Стенд — «Mandom», позволяет возвращать время назад ровно на 6 секунд. При этом Ринго сохраняет воспоминания о том, что случилось до обращения времени и может по желанию сохранять или не сохранять эти воспоминания у других. Чтобы воспользоваться этой способностью, Ринго надо повернуть головку наручных часов, однако это лишь психологический активатор и часы не являются частью стэнда. Отсылка стенда к одноимённой песне Джерри Уоллеса. Отсылка в имени — Ринго Старр — барабанщик группы The Beatles; песня певца Вилли Нельсона — «On The Road Again». Является большим любителем дуэлей на пистолетах и не упускает возможности использовать способность своего стенда, заставляя путников, проходящих мимо его дома, возвращаться к нему снова и снова, пока те не решатся на дуэль с Ринго. Однако победителем в таких дуэлях всегда выходит сам Ринго. По словам Родэгейна, честная дуэль позволяет ему вырасти как человеку и как мужчине, а жажда убийства со злым умыслом лишает мелочности. Проиграл в дуэли с Джайро и был убит им.

## JoJolion

### Дзёсукэ Хигасиката
Дзёсукэ Хигасиката (яп. 東方 定助 Хигасиката Дзё:сукэ) / (Дзёдзэфуми Кудзё (яп. 空条 仗世文)) — главный герой восьмой части манги, подросток, ходит в матроске. Альтернативная версия Дзёсукэ Хигасикаты, главного героя из Diamond Is Unbreakable. Изначально был найден под завалами Ясухо, с ранами от укуса на шее. Потомок Джонни Джостара, главного героя манги Steel Ball Run. Физически сильнее, чем кажется, имеет 4 яичка вместо 2-х. Страдает амнезией, и ничего не помнит. Какое-то время полагал, что является Кирой, но впоследствии узнаёт, что это другая личность. Внешне полностью идентичен Кире, хотя имеет другую форму рук и челюсти. Обладает способностью точно определить размер объектов на любом расстоянии и имеет странную привычку спать под матрасом. Когда его принимают в семью Хигасикаты, он получает имя Дзёсукэ, так как внешне напоминает собаку Ясухо по имени Дзёсукэ, которая была у девушки в детстве. Хотя Дзёсукэ и понимает, что Норисукэ Хигасиката, держа его у себя дома — преследует некие корыстные цели, и что паранормальные явления связаны с его семьёй, решает открыть правду, ведя тайное расследования. Однако впоследствии становится ясным, что у Норисукэ не было злых мотивов, а верил в то, что Дзёсукэ, вероятно, является ключом к исцелению наследственной болезни его семьи. После этого Дзёсукэ стал союзником семьи.
Позже выясняется, что дополнительная пара яичек у Дзёсукэ достались от Ёсикагэ Киры, а сам Дзёсукэ получился в результате слияния Киры и Дзёдзэфуми Кудзё. Точнее сам Дзёсукэ когда-то был Дзёдзэфуми и вместе с Кирой украл у дилеров ветки растения Рокакака, те нашли парней и попытались их убить. Кира был смертельно ранен и Дзёдзэфуми в отчаянии хотел пожертвовать собой, съев плод Рокакака, чтобы таким образом совершить равноценный обмен и вернуть к жизни Киру, однако эффект получился обратным; Кира лишился некоторых частей тела, а Дзёдзэфуми частично сам превратился в Киру, «переродившись» в Дзёсукэ. После нападения Тамаки Дамо, одного из начальников мафии , на дом Хигасиката, к Дзёсукэ вернулись воспоминания Дзёдзэфуми. После этих событий Дзёсукэ вместе с семьёй Хигасиката намеревается раскрыть всех членов мафии и добыть Рокакака, чтобы излечить Холли Джостар.
«Soft and Wet» — стенд Дзёсукэ, ранее принадлежавший Дзёдзэфуми. Стенд гуманоидной формы, внешне напоминающего робота. На верхней части головы имеет пяти-конечную звезду, обведённая кругом, в области ушей рога в форме сжимающихся пентаграммических призм. По телу идет толстая линия, которая на груди принимает форму якоря. Способность Soft and Wet заключается в пузырях, которые способны забрать что-то. Например Дзёсукэ может забрать зрение или безболезненно забрать шерсть у кошки (ограничения этой способности неизвестны). Не может использовать данную способность на себе.

### Ясухо Хиросэ
Ясухо Хиросэ (яп. 広瀬 康穂 Хиросэ Ясухо) — девушка, которая следует за Дзёсукэ и помогает ему установить личность, впоследствии влюбляется в него. В начале нашла его полуголого под завалами и дала новое имя — Дзёсукэ, в честь своей собаки, которая по утверждению Ясухо очень похожа на Дзёсукэ. Её рост составляет 166 сантиметров. Живёт одна с мамой, алкокоголичкой, ведущей беспорядочную сексуальную жизнь, от чего не любит появляться дома. Позже влюбляется в Дзёсукэ и время от времени помогает ему. Сначала Норисукэ запретил ей встречаться с Дзёсукэ, желая его полностью контролировать. Это только подогрело интерес Ясухо к семье Хигасиката и она начала шпионить и в результате попала в ловушку к Цуруги, младшему члену семьи. Когда стало ясно, что Норисукэ — не враг, а Дзёсукэ решает помочь семье в поисках плодов, она подружилась с Цуруги и мальчик привязывается к девушке. Позже она вместе с Цуруги раскрыла деятельность мафии и узнала их связь с Дзёбином Хигасикатой.
Её стенд — Paisley Park обладает интеллектом и постоянно стремится всячески помочь Ясухо и её союзникам, если это касается добычи нужной информации или подсказок, однако не на прямую, а через влияние на технику, например голосовой помощник GPS, или выдачу нужных ответов по телефону или компьютеру. Долгое время Ясухо не подозревала о существовании стенда и сетовала на свою удачу.

### Норисукэ Хигасиката IV (Дзёсукэ Хигасиката)
Норисукэ Хигасиката IV (яп. 东方宪助) — глава семьи Хигасиката и фруктовой компании, 59 лет, он потомок Норисукэ Хигасикаты, принимавшего участие в великих гонках на западе в XIX веке и занявшего второе место. Состоятельный человек и глава семейства, и владелец компании, занимающейся импортом экзотических продуктов. Хотя он в общем оставляет впечатление добропорядочного человека, находится в крайне напряжённых отношениях с Дзёсю и каждый раз «затыкает ему рот», давая карманные деньги. Принимает в свою семью Дзёсукэ и очень вежливо с ним обращается. Считает себя «янки», и чтобы держать машину в чистоте, снимает обувь. Поручил Дзёсукэ присматривать за Дайей, у которой проблемы со зрением. Запретил Ясухо встречаться с Дзёсю и Дзёсукэ. На деле он как-то связан с событиями, произошедшими с Дзёсукэ и Кирой, и хочет подчинить себе Дзёсукэ, для чего демонстративно ведёт себя вежливо. Позже он признаётся Дзёсукэ, что удерживает его, так как тот, а точнее его часть Киры, является ключом к исцелению таинственной наследственной болезни, затрагивающей каждого первенца семьи; болезнь удавалось лишь излечить в обмен на жизнь старшего члена семьи. Так в свои 10 лет заболел и Норисукэ, но болезнь переняла на себя его мать и умерла. Его стенд — King Nothing — сыщик, может ловить запахи и воссоздавать движения цели, которая раннее тут была и изменять внешность, чтобы походить на объект или человека, имеющего тот же запах.

### Цуруги Хигасиката
Цуруги Хигасиката (яп. 東方 つるぎ Хаигасиката Цуруги) — 11-летний внук Норисукэ, точнее первенец его старшего сына — Дзёбина. Носит женскую одежду, что являются частью старой традиции, так как в семье верится, что это защитит ребёнка от болезни. Живёт в бункере под землёй. Так как он первенец, то должен также заболеть таинственным недугом семьи Хигасиката и к этому времени Норисукэ хочет с помощью Дзёсукэ успеть разгадать ключ к исцелению иначе ему придётся отдать свою жизнь. Сам Цуруги выглядит беспечным мальчиком и знает о болезни, он одновременно эгоистичен и из желания с кем-то поиграть, может нападать на него с помощью стенда — Paper Moon King, способный предавать предмету форму оригами, лишать жертву способности различать лица, голоса и текст, а также оживлять созданные им оригами. Он также ревнует к Дзёсукэ и даже попытался убить его. Позже становится союзником Дзёсукэ, когда тот решил помочь ему побороть болезнь и привязывается к Ясухо.

### Ёсикагэ Кира
Ёсикагэ Кира (яп. 吉良吉影) — таинственный человек в матроске, способный вычитывать всю информацию с человека, лишь глядя на него. Альтернативная версия Ёсикагэ Киры из Diamond Is Unbreakable и Дзётаро Кудзё. Работал судовым врачом. Сначала ошибочно полагалось, что Дзёсукэ является им, но потом считалось, что он оказался под завалами в том же месте, что и Дзёсукэ и умер от сердечного приступа. Однако как было выяснено впоследствии, часть Киры продолжает существовать в Дзёсукэ. Дальнейший сюжет раскрывает, что Кира был давним знакомым Дзёдзэфуми и вместе они заметили в Морио деятельность дилеров, продающих фрукт Рокакака на миллионы иен. Кира захотел тоже добыть фрукт, чтобы вылечить свою мать — Холли, у которой начали проявляться симптомы каменной болезни, для чего Кира вместе с Дзёдзэфуми, украли несколько веток Рокакака и культивировали их, однако дилеры нашли их и попытались убить. Кира погиб, и Дзёдзэфуми через равноценный обмен плода стремился спасти Киру, однако сам частично перевоплотился в Киру. Само тело Киры лежало ещё 3 дня, до того, как его нашли. По словам Сасамэ, Кира был высокомерным нарциссом. Также он стриг ногти и предпочитал есть продукты зелёного цвета. Его стенд был способен создавать шары, которые взрывались. Кира также пытался изучить семью Хигасигаты, чтобы разгадать их страшную семейную тайну.

### Дзёсю Хигасиката
Дзёсю Хигасиката (яп. 東方 常秀 Хигасиката Дзё:сю:) — социально некомпетентный и избалованный подросток, хотя ему уже 18 лет. Когда Ясухо спасала Дзэсукэ, Дзёсю неправильно понял ситуацию и напал на Дзёсукэ, в результате оказывается раненым его стендом и сам получает эту способность. Друг детства Ясухо и влюблён в неё, хотя обзывает шлюхой. Изучает социологию в университете, чтобы стать самому более социальным. Поначалу ненавидит Дзёсукэ, но перестал проявлять против него агрессию лишь из-за уважения к отцу. После укуса приобретает стенд Nut King Call, способный внедрять гвозди в противника и устанавливать на его теле гайки и винты, образовывая искусственные соединения. Если гайка отсоединяется, то часть тела распадается. Части тела однако снова возвращаются в своё естественное состояние, если действие стенда прекращается.

### Дайя Хигасиката
Дайя Хигасиката (яп. 東方 大弥 Хаигасиката Дайя) — младшая сестра Дзёсю, ей 16 лет. Она частично слепа и любит прогрессивный рок. Сразу же влюбилась в Дзёсукэ. Так она по тайному приказу отца забрала у Дзёсукэ память об уликах, в том числе и о Ясухо из-за ревности. Но Дзёсукэ обманул её и вернул себе память, и обещал, что будет любить её, если та будет слушаться. Так Дайя отвела Дзёсукэ в тайную комнату отца. Её стенд — California King Bed, способен забирать у цели воспоминание о чём-либо, превращая это воспоминание в шахматную фигуру, и возвращать, если владелец наступит на тень жертвы. Также если сломать шахматную фигуру, то воспоминание исчезнет.

### Дзёбин Хигасиката
Дзёбин Хигасиката (яп. 東方 常敏 Хаигасиката Дзё:бин) — старший сын Норисукэ и отец Цуруги. Путешествует по миру и собирает оленьков, очень многое знает об их анатомии и использует разные ухищрения, чтобы победить в бою жуков. Когда находится в расслабленном состоянии, любит много болтать, но когда чувствует опасность, сразу же становится проницательным. В детстве над ним издевались одноклассники и мать похоронила одного из них заживо, чтобы принести в жертву, чтобы Дзёбина не поразила каменная болезнь. Тайно от семьи работает на камнелюдей-дилеров, продавая плоды Рокакака и пользуясь фруктовым бизнесом отца, совершает незаконную контрабанду фрукта в Японию и использует пути импорта для отмывания денег. Его почти сразу же начали подозревать главные герои и фактически через него, попали на след дилеров. Его стенд — Speed King способен немного повышать температуру, а также хранить её в каком-либо объекте. Так он может например наносить травмы человеку. После смерти Тамаки Дамо, Дзёбин теперь сам пытается убить Дзёсукэ в страхе, что его бизнес раскроют.

### Хато Хигасиката
Хато Хигасиката (яп. 東方 鳩 Хигасиката Хато) — старшая дочка Норисукэ и вторая после Дзёбина. Легкомысленная девушка, ходящая в постоянно приподнятом настроении. Периодически ругается с Дзёсю. Была долгое время единственной в семье, не владеющая стендом, но после нападения её парня Тамаки Дамо на членов семьи, в ярости пробудила стенд и убила его, проломив череп. После этого решила тоже помочь Дзёсукэ в его расследовании против мафии камнелюдей. Её стенд — Walking Heart, способен удлинять каблуки на обуви Хато, превращая их колья, смертельное оружие, способное пробивать стены, а также позволяет ходить по стенам.

### Сасамэ Одзиро
Одзиро Сасамэ (яп. 笹目 桜二郎 Сасамэ О:дзиро:) — человек, напавший на Дзёсукэ, ошибочно приняв его за Киру Ёсикагэ. 22 года, сёрфингист. Способен управлять частью тела жертвы, которая получила рану. На ране появляется особый символ. Сасамэ использовал свой стенд для развлечения, чтобы поиздеваться или припугнуть жертву. Его дом был разрушен скалой, образовавшейся после землетрясения. Это заметил Кира и сделал ему замечание, на что Сасамэ в ответ нагрубил. В отместку Кира заставил съесть Сасамэ собственные ногти, с тех пор Сасамэ возненавидел Киру и решил устроить ему засаду, напичкав всю квартиру острыми предметами. Его стенд — Fun Fun Fun способен превращать жертву в марионетку при условии, что у жертвы будут ранены 4 конечности и стенд будет находиться прямо над ним.

### Айсё Дайнэндзияма
Айсё Дайнэндзияма (яп. 大年寺山 愛唱 Дайнэндзияма Айсё:) — дилер, камнечеловек. Занимается продажей плодов Рокакака. Когда-то давно, владел недвижимостью и влюбился в человеческую девушку, однако когда впал в спячку, девушка встречалась с другими парнями и украла его состояние, а Айсё проснулся в момент, когда его дом начало сносить. Айсё очень внимателен и сразу же нападает, когда кто-то раскрывает его деятельность. Так он попытался убить следивших за ним Ясухо и Цуруги, но сам погиб, попав под влияние стенда Цуруги. Его стенд — Doobie Wah!, представляет собой вихрь, который образуется из каждого дыхания жертвы и наносит ей рваные ранения, чем сильнее дыхание или встречный ветер, тем сильнее действие стенда. Однако для эффекта, носитель должен дотронуться до жертвы.

### Кэй Нидзимура
Кэй Нидзимура (яп. 虹村 京 Нидзимура Кэй) — горничная семьи Хигасигата, сестра Киры Ёсикагэ, имеет метку в виде звезды на спине. Внедрилась в семью Хигасигата, чтобы раскрыть тайну Норисукэ и его связь с паранормальными событиями в Морио, а также обезопасить свой род, так как верит, что Норисукэ угрожает её семье. Сначала не понимала мотивы Дзёсукэ, думая, что он стал агентом Норисукэ и даже попыталась убить Дзёсукэ, когда тот хотел добраться до Холли Джостар. Её стенд — Born This Way способен преследовать жертву в форме мотоциклиста и замораживать всё на своём пути при условии, что жертва откроет что-то (дверь, блокнот, окно итд.).Данное условие не распространяется на глаза и рот.

### Холли Джостар
Холли Джостар (яп. 吉良・ホリー・ジョースター Дзёːсута Хори) — мать Киры и Кэй. Альтернативная версия Холли Кудзё из Stardust Crusaders. Страдает маразмом и сидит в больнице. Её болезнь заключается в том, что она видит людей в виде неодушевлённых предметов из-за того, что некоторые участки органов, в том числе и мозга исчезли из её тела. После того, как страховка перестала покрывать её расходы, её перестали лечить и перевели в дешёвую палату, где её состояние резко ухудшилось и она даже начала сгрызать свои пальцы. Когда-то вылечила Дзёдзэфуми. Дзёсукэ ставит перед собой цель найти средство, чтобы вылечить её, пока Холли не умерла от болезни.

### Ёцую Ягияма
Ёцую Ягияма (яп. 八木山 夜露 Ягияма Ёцую) — дилер, молодой архитектор, создающий проекты в стиле Фрэнка Ллоийда Райта, спроектировавший поместье Хигасиката за 3 года до основных событий. По этой причине знает все потайные ходы в доме. Ненавидит Киру и попытался убить Дзёсукэ, подговорив помочь Цуруги , пообещав , что излечит его болезнь. Также он намеревается украсть дом и всё состояние Норисукэ. Его стенд — I Am a Rock, способен при контакте с жертвой превращать её в магнит для определённых вещей, которые облепляют и заживо сдавливают/разрывают жертву. Также Ягияма способен сливаться с камнями и незаметно перемещаться среди скал. Дзёсукэ убивает его, столкнув в воду и обвязав канатами.

### Тамаки Дамо
Тамаки Дамо (яп. 田最 環 Дамо Тамаки) — дилер, занимающий в организации почётное место. Камнечеловек. Незадолго до основных событий, развернул охоту на Киру Ёсикагэ и Дзёдзэфуми Кудзё после того, как те украли ветки Рокакака. Убил Киру и смертельно ранил Дзёдзэфуми. После этого, полагая, что Дзёдзэфуми сбежал, развернул поиски и после смерти Ягиамы, стал подозревать, что он связан с семьёй Хигасиката. Так вошёл в доверие с Хато и под видом её парня проник в дом Хигасиката, где напал на всех членов семьи, однако оказался убитым Хато, которая пробудила в себе силу стенда.

### Сакунами Карера
Карера Сакунами (яп. 作並 カレラ Сакунами Карэра) — молодая девушка, 20 лет. Аферистка и воровка. Альтернативная версия Юкако Ямагиси из Diamond Is Unbreakable. Постоянно пытается вытянуть деньги из людей разными обманами и подстраивая ложные обвинения. Старая знакомая Киры и Дзёдзэфуми Кудзё, а Дзёсукэ приняла за Дзёдзэфуми. Прячется от дилеров-камнелюдей, так как те думают, что она напарница Киры и Дзёдзэфуми. Однако предпочитает оставаться в Морио. Её стенд — Love Love Deluxe, способен на радиусе 80 метров контролировать волосы людей. Данную способность Сакунами чаще всего использует, чтобы обманывать и разводить на деньги людей.

## The JoJoLands

### Джодио Джостар
- Джодио Джостар (яп. ジョディオ・ジョースター ДзёДзио Дзёсу:та) — главный герой истории. Он — сын Барбары Энн Джостар, та в свою очередь является дочерью Джозефа Джостара и правнучкой Джонни Джостара, главного героя Steel Ball Run и Рины Хигасикаты. Отец Джодио не упоминается. 15-ти летний преступник, живущий со своей семьёй на острове Оаху, в Гавайях. Уже в 11 лет он оказался втянут в преступную деятельность. В бандитской группировке он выполняет роль мальчика на побегушках, занимаясь продажей наркотиков. Джодио — молчаливый и жестокий подросток, уважающий силу и готовый идти на постоянные правонарушения. Хотя по своей природе он одинокий и замкнутый подросток, в глазах сверстников он стремится придерживаться образа крутого парня. Из-за своего проблемного поведения Джодио осматривал психолог, который диагностировал ему диссоциальное расстройство личности или психопатию. Его стенд — November Rain, способен вызывать капли дождя с сокрушительной силой.

### Драгона Джостар
- Драгона Джостар (яп. ドラゴナ・ジョースター Дорагона Дзёсута:) — старшая сестра Джодио, бандитка, работающая под прикрытием в модном бутике. Она — трансгендерная женщина[7], то есть родилась мужчиной, но стала вести себя, как женщина и вставила себе грудные импланты. Драгона использует японские местоимения женского рода по отношению к себе, хотя Джодио продолжает обращаться к ней, как к мужчине. Очевидная разница во внешности в сравнение с Джодио намекает на то, что Драгона является его единоутробной сестрой. Её стенд — Smooth Operators, состоит из мини-роботов, способных перемещать предметы без дополнительного урона, например менять положение органов.

### Пако Лабуранте
- Пако Лабурантес (яп. パコ・ラブランテス Пако Рабурантэсу) — 19-ти летний одноклассник Джодио и член преступной группировки. Пако — родом из неблагополучной семьи, отец откусил ему часть уха. Сам Пако клептоман и постоянно ворует. Его стенд — The Hustle, позволяет Пако хватать предметы одними мускулами без использования кисти и пальцев.

### Мерил Мэй Ци
- Мерил Мэй Ци (яп. メリル・メイ・チー Мэриру Мэи Ти:) — глава преступной организации, в которой состоят главные герои. Она также по совместительству является директрисой местной школы и владелицей модного магазина, самостоятельно занимается дизайном одежды. Однако под маской уважаемой общественной деятельницы скрывается дотошный криминальный авторитет. Она организовывает кражу драгоценных предметов, в частности алмазов для сбыта их на чёрном рынке. У Мэй Ци налажены широкие связи, в том числе и среди таможенников. Ей 49 лет и у неё есть молодой муж и ребёнок.

## Определения

### Стенд
Воплощение энергетической сущности человека или животного, которое принимает облик фантома с причудливой внешностью. Обычные люди не способны их видеть. Каждый стенд обладает индивидуальной и уникальной внешностью с гуманоидными чертами. Стенды могут обладать самыми разными способностями, от колоссальной силы, управления элементами природы, до остановки времени, а также обладать явными недостатками. Например некоторые стенды не переносят свет, существуют только в отражении зеркала или не могут отходить дальше нескольких метров от владельца. Одни стенды сильнее, другие слабее. Сильные стенды должны находится поблизости от своего владельца или же подпитывать свои силы от ближнего источника энергии, например тепла или электричества. Некоторые стенды могут отходить на несколько километров от хозяина, но они либо очень слабые, либо нуждаются в постоянном источнике силы. Однако каждый и даже самый слабый стенд способен в полной мере проявить себя и стать смертельной угрозой, если его владелец будет использовать стенд умело в нужных ситуациях и условиях. Одни стенды эффективны в близком или дальнем бою, другие подходят для подрывной деятельности. Хотя большинство стендов подчиняются воле и мыслям хозяина, они могут преследовать цель без хозяина, руководствуясь органами чувств, одни стенды ориентируются по звуку, другие по источнику тепла. Некоторые стенды обладают своим разумом и даже волей. Манга показывала случаи, даже когда стенд намеренно убивал хозяина.
Человек может обзавестись стендом при самых разных и таинственных обстоятельствах, в одних случаях способность владения стендом передаётся по наследству или же существуют артефакты, способные пробуждать у людей стенд. Стендом также может обзавестись любые животное (манга показывала обезьян, собак, кошек, крыс, черепах и даже планктон), и как правило они становятся слишком опасными, чтобы их оставлять в живых, так как не осознают, какую опасную силу приобрели и убивают любого, с кем встречаются или чувствуют потенциальную угрозу. Для того, чтобы владеть стендом, нужна большая духовная сила. В противном случае стенд истощит энергию хозяина и убьёт его. Если ранить стенд, то в это же место рану получает и хозяин, если уничтожить стенд, погибает и его хозяин.

### Святые мощи
Таинственные мощи, по поверьям способные исполнять любое желание, если их собрать по частям. Эдакий макгаффин из сюжета манги Steel Ball Run. Вероятно это были останки самого Иисуса. Согласно сюжету персонажи, которые находили разные фрагменты останков, получали новые способности своих стендов. По мере развития сюжета, собранные фрагменты были соединены с телом погибшей Люси Стил и затем заточены в Церкви Троицы, Нью-Йорке. Однако труп выкрадывает Джонни Джостар и увозит в Японию, где прячет их в земле, у городка Морио. На это месте стали происходить мистические события, и вероятно привели к образованию к видящих стен, способных преобразовывать или исцелять живые существа за эквивалентный обмен.

### Рокакака
Таинственное растение с плодами, которое способно вылечить или подарить что-то человеку за равноценный обмен. Например, съевший плод может излечить ревматизм, но потеряет зрение. Было впервые обнаружено европейцами на острове Новая Гвинея. Но когда во время второй мировой войны, японцы оккупировали половину острова, данных растений уже не осталось на острове. Однако по неизвестной причине в Морио существует чёрный рынок, организованный камнелюдьми по продаже данных фруктов. Данный плод хочет заполучить Цуруги, так как верит, что плод является ключом к излечению его каменной болезни. Позже выясняется, что плод в результате которого образовался Дзёсукэ — новый вид, которой по сути с помощью равноценного обмена способен продлевать жизнь человека или спасать его.

### Мафия камнелюдей
Мафия в Морио, осуществляющая продажу плодов Рокакака за крупные деньги, от 200.000.000 (двести миллионов) иен, поэтому их клиентов можно сосчитать по пальцам и они богачи. Мафия намеренно сохраняет малое количество клиентов, чтобы их никто не раскрыл и не узнал о существовании фруктов. Хотя членами мафии являются камнелюди, на них также работает Дзёбин, сын Норисукэ. Так как до основных событий, Кира и Дзёдзэфуми украли у них ветки Рюкакака, они попытались их убить и узнают о том, что Дзёдзэфуми сбежал и связан с Дзёсукэ и семьёй Хигасиката и поэтому теперь заточили зуб на семью, так как стремятся избавиться от всех, что знает о плодах и мафии. Причина кроется в том, что мафия желает обладать монополией на владение фруктами. При этом у них грандиозные планы относительно плодов, так как они хотят превратить их в «индустрию бессмертия».

### Видящие стены
Обозначение таинственных возвышенностей, которые сами по себе вырастают из земли, словно опухоли и стремятся защитить людей и здания. Внешне похожи на возвышенности, на которых видны пустые отверстия — глаза. Они могут одаривать людей силой стенда, оставляя на них раны в форме укуса, а также лечить или изменять живые существа, осуществляя эквивалентный обмен, в буквальным смысле на 50 % обменивать их материи без какого- либо хирургического вмешательства на квантовом уровне при условии, что эти объекты будут зарыты под землёй. Таким образом предполагалось, что именно таким способом «родился» Дзёсукэ Хигасиката после того, как в результате землетрясения, заживо были похоронены Ёсикагэ Кира и Дзёдзэфуми Кудзё, однако позже выяснилось, что Дзёсукэ — результат обмена плода Рокакака вместе с эффектом стен, тем не менее видящиеся стены обладают похожими свойствами, сюжет не раскрывает почему.

### Каменная болезнь
Таинственная безымянная болезнь семьи Хигасиката, проявляющаяся в том, что каждый первенец в следующем поколении семьи, в 10-летнем возрасте заболевает ею и его кожа и язык каменеют. Сама жертва постепенно теряет способность передвигаться, теряет воспоминания и умирает. При этом болезнь не поражает девочек в детстве, а её симптомы проявляются во взрослом или даже пожилом возрасте. Изначально болезнь проявляется у Рины Хигасикаты, жены Джонни Джостара, главного героя Steel Ball Run, и Джонни в отчаянии крадёт мощи святых и сбегает в Японию. Там он спасает Рину, но сын Джонни умирает, после чего Джонни переняв жизнь ребёнка на свою через равноценный обмен и погибает, когда его раздавливает скатившийся камень.
Сама семья затем стала применять такой же способ равноценного обмена с помощью «видящих стен» и в результате своей жизнью жертвовал какой-либо старший член семьи. На момент основных событий подозрения на данную болезнь наблюдаются у Холли Джостар. Также вся семья ожидает, что болезнь поразит Цуруги, младшего члена семьи Хигасиката и первенца.

### Каменные люди
Раса гуманоидных существ, встречающихся только в альтернативной вселенной JoJo. Могут принимать облик людей, но также сливаться с камнями и незаметно перемещаться по ним. Как и обычные люди, они могут быть владельцами стендов. Каменное состояние схоже с анабиозом; они переносят неблагоприятную температуру (от 950 °C до −240 °C) и могут годами обходиться без пищи. Однако их организм устроен так, что им необходимо постоянно потреблять воздух, а контакт с водой будет губительным и приведёт к разрушению организма. В среднем каменный человек впадает в спячку от 30 до 90 дней, после чего ему не нужно спать несколько месяцев, спячка может длится максимум до 25 лет. Каменные люди имеют 2 пола и могут размножаться как люди, дети не растут постепенно, а через линьки, которые происходят каждые 6 лет, переходят в новую возрастную стадию. Не известно, сколько каменные люди могут жить, но их длительность жизни предположительно 240 лет. Возможность впадать в спячку и отсутствие необходимости во сне делает многих камнелюдей бездомными, чаще всего для спячки они предпочитают парки или территорию храма. Однако им необходимо питаться, их рацион похож на человеческий, но есть аллергия к манго. Они не склонны образовывать коллективы или даже страны и живут сами по себе, у них есть собственная культура и язык, но рост популяции людей о образование новых городов сильно сократило место обитание каменных людей и некоторые из них перебрались в города, ведя там паразитический образ жизни, стараясь сесть на шею каким то людям или семьям. Во многом это объясняется их биологией, из-за длительных спячек, они не могут устроится на работу и охранять собственность.
Они негативно относятся к людям, считая паразитами на теле земли и крайне редко вступают с ними в союз, так как во всех случаях это заканчивается несчастными случаями.

## Восприятие
Критиками было замечено значительное изменение стиля персонажей, особенно в последних работах Хирохико Араки, в частности сознательный отказ автора от выраженной маскулинности во внешности героев, типичной для сёнэн-произведений и развитие собственного индивидуального стиля; они становятся менее массивными, более грациозными, их черты лица смягчаются, становятся более округлыми и «гламурными». Араки к тому моменту стал в значительной степени интересоваться модой и дизайном, в частности, сотрудничал с итальянским брендом Gucci и публиковал свои работы в журналах моды. Из-за изменений в стиле персонажей среди читательской аудитории значительно увеличилось количество женщин.
Джастин Силс из сайта Ffreakinawesomenetwork отметил, что персонажи из Steel Ball Run является самой необычной частью франшизы JoJo, но одновременно основной сюжет типичен для остальных частей JoJo; главным героем выступает глэм-рок-персонаж, интеллигентный, но неуклюжий. Однако по мнению критика, мимика и выражения чувств персонажей выражены слабо и не живые из-за стремления автора манги показать персонажей привлекательными. Несмотря на это, манга наполнена сверхъестественными «фантастическими» визуальными эффектами Тор Дженсен из сайта Geek.com заметил, что изображение развития товарищеских отношений между Джонни и Джайро одно из лучших, что он встречал в комиксах. В частности возможность наблюдать, как персонажи превращаются из врагов в верных товарищей, готовых ради друг друга пойти на жертвы. Эркаель из сайта Manga News заметил, что решение в Steel Ball Run сделать главным героем Цеппели — неожиданный поворот со стороны автора манги Хирохико Араки, который всегда героями делал представителей семьи Джостаров. При этом читателей, знакомых с предыдущими франшизами Jojo будет ждать приятный сюрприз в виде многочисленных отсылок к предыдущим частям, так как в сюжете будут часто встречаться персонажи с именами и внешностью аналогичных из оригинальной франшизы. Критики того же сайта при обзоре манги Jojolion заметили, как автор манги особое внимания уделяет сюжету и окружающему миру, персонажи которого гармонично туда вписываются и существуют для того, чтобы постепенно открывать новые тайны города Морио, становясь частью сюжета, это кардинально отличается от сюжета типичной манги, где наоборот, главным двигателем сюжета выступают персонажи. По версии сайта Geek, Фанни Валентайн, главный антагонист Steel Ball Run занял второе место в списке злых вымышленных президентов США; редакция заметила, что уникальность персонажа заключается в том, что им двигают не жадные мотивы или абстрактные цели, как большинство злодеев, а доведённый до абсурдного состояния патриотизм и любовь к родине, из-за корой персонаж утерял связь с реальностью.
Улыбка Джайро Цеппели, при которой он оголяет свои золотые зубы стала интернет мемом, персонаж упоминался на сайте немецкого радио канала Big FM, статье, посвящённой отбеливанию зубов, где в шутку было замечено, что можно обернуть зубы в фольгу и «быть, как Джайро Цеппели». В форме «золотой улыбки Джайро», также продаётся денежный зажим.
С изображением персонажей выпускались коллекционные фигурки. Также персонажи появлялись в играх; Eyes of Heaven и All Star Battle.